# Kardam (sit SCI)
Chiardam este o arie protejată (arie specială de conservare — SAC, sit de importanță comunitară — SCI) din Bulgaria întinsă pe o suprafață de 918,34 ha, integral pe uscat.

## Localizare
Centrul sitului Chiardam este situat la coordonatele 43°45′34″N 28°05′23″E / 43.7595°N 28.0898°E.

## Înființare
Situl Chiardam a fost declarat sit de importanță comunitară în martie 2007 pentru a proteja 8 specii de animale. Situl a fost protejat și ca arie specială de conservare în decembrie 2020.

## Biodiversitate
Situată în ecoregiunea continentală, aria protejată conține 2 habitate naturale: Pajiști carstice calcaroase sau bazofile, de Alysso-Sedion albi, Pajiști uscate seminaturale și facies de acoperire cu tufișuri pe substraturi calcaroase (Festuco-Brometalia) (* situri importante pentru orhidee).
La baza desemnării sitului se află mai multe specii protejate:
- mamifere (4): hamster românesc (Mesocricetus newtoni), dihor de stepă (Mustela eversmanii), popândău (Spermophilus citellus), dihor pătat (Vormela peregusna)
- reptile (4): Elaphe sauromates, țestoasa de baltă (Emys orbicularis), Testudo graeca, țestoasă bănățeană (Testudo hermanni)

Pe lângă speciile protejate, pe teritoriul sitului au mai fost identificate 2 specii de plante, 2 specii de amfibieni, 6 specii de mamifere, 4 specii de nevertebrate, 6 specii de reptile.